# Тейсарів
Тейса́рів — село в Україні, в Стрийському районі Львівської області.
Розташоване в передгір'ї Карпат. До центру громади — Жидачева 13 км, до районного центру м. Стрий — 15 км.

## Опис

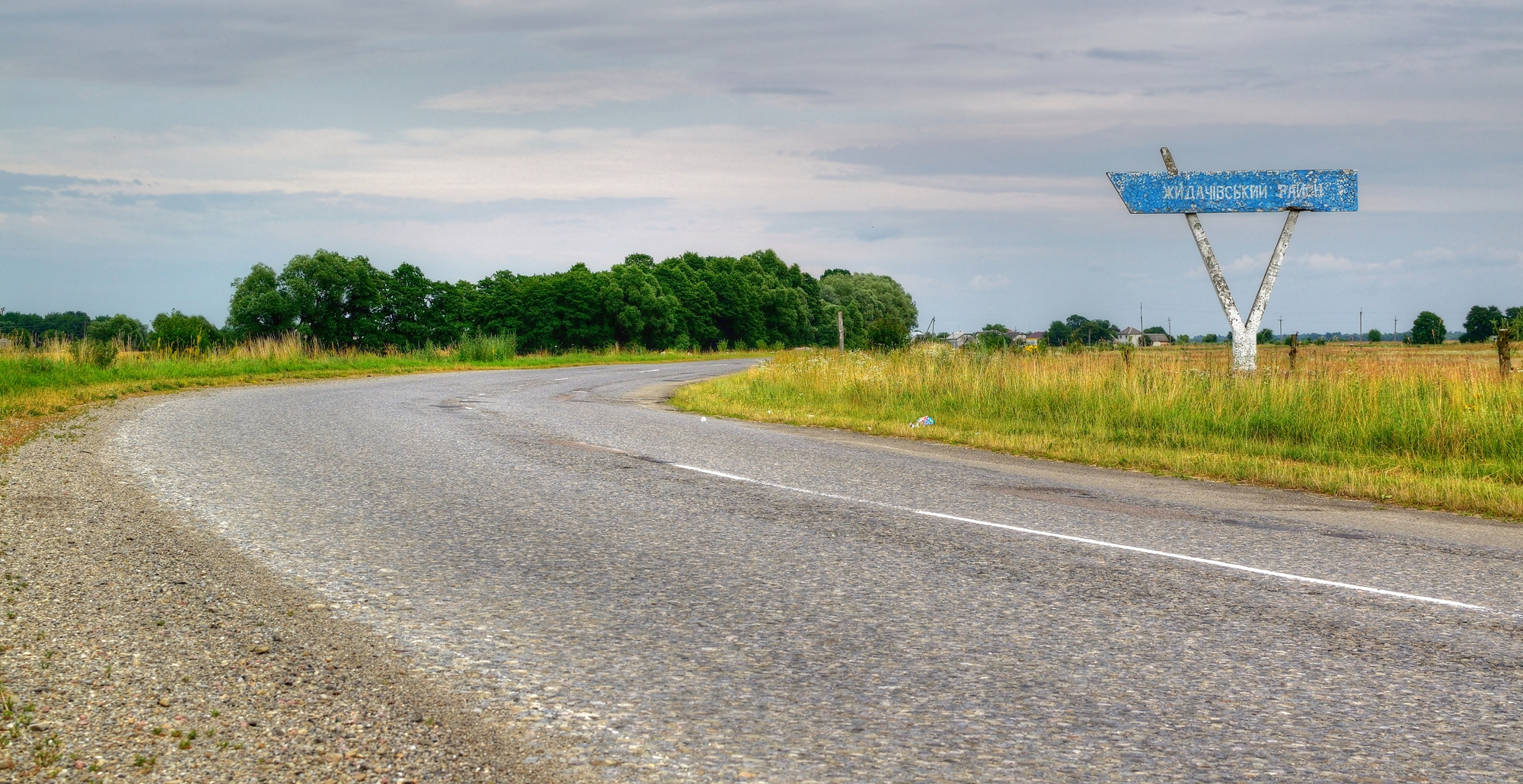
Дорога Е40

Через село протікала річка Тейсарівка, притока р. Стрию (після насипання дороги, знесення двох мостів, обміліла, висохла). На місці річки, її берегів із заростями татарського зілля — лепехи (по-тейсарівськи «швар») тепер є парк, посаджений школярами, футбольний майданчик.
У селі є 2 пам'ятники, базова (неповна) середня школа, клуб на 200 місць, бібліотека, 2 магазини, 1 кіоск, пошта, фельдшерсько-акушерський пункт (ФАП), молокоприймальний пункт.
У фермерських та індивідуальних господарствах Тейсарова вирощують пшеницю, жито, ячмінь, овес, ріпак, цукрові та кормові буряки, кукурудзу, картоплю, а також моркву, петрушку, капусту та іншу городину.

Село газифіковане, телефонізоване. Через нього проходять важливі автобусні маршрути: Тернопіль — Трускавець, Стрий — Новий Розділ, Стрий — Рогатин, Стрий — Жидачів та інші. 

## Історія
Згадується від 15 травня 1469 року в книгах галицького суду. Власником чи посідачем села був Юхно Тейсарівський, а його дружиною — Маланка.
До травня 1959 року село Тейсарів належало до Дрогобицької області.
За часів відновлення незалежности України поруч з пам'ятником скасування панщини в Австро-Угорщині (1848 року) товариство «Просвіта», громада села насипали високу могилу, встановили хрест з написаними на таблиці іменами воїнів ОУН-УПА — своїх односельців, борців за волю України.

## Населення

### Мова
Розподіл населення за рідною мовою за даними перепису 2001 року:
| Мова       | Кількість | Відсоток |
| ---------- | --------- | -------- |
| українська | 862       | 99.88 %  |
| російська  | 1         | 0.12 %   |
| Усього     | 863       | 100 %    |

## Етимологія назви
Цікаві версії походження назви села Тейсарів.

### Перша версія
Перші поселенці, які обрали вигідне розташування — рівнинна місцевість, річка, битий шлях, недалеко ліс, споруджували дерев'яні будинки і тесали багато дерева. Отже назва походить від слова «тесали». До речі, село славиться своїми теслями і столярами.

### Друга версія
Завойовник татарин Тейза облюбував цю прекрасну рівнину із родючими землями й оселився тут. Нібито від його імені і походить назва села.

### Третя версія
Наполовину жартівлива, бо ще й досі жартома село називають Цесарів. Вдале розташування села біля дороги і річки дало нагоду цісарю (Францу-Йосифу?) побудувати величезну гуральню і двір для її обслуговування, до яких люди ходили «наробляти». Тому маєток (володіння) цісаря і було Цісарів. На жаль, гуральня і панський двір не збереглися, тому що під час Другої світової війни 1939—1945 рр. її підірвали.
У документах XVII—XIX століття, писаних латиною, польською, пізніше німецькою мовами, назва села звучить по-різному. Наприклад Tysarów (Тисаров) — у документах, писаних латиною (1692 рік), Tejsarów (Тейсаров) — у документах, писаних, друкованих польською (1894—1895 рр.). Згодом назва села зазнала дальших змін за нормами української мови; остаточно перейшла в сучасну — Тейсарів.
Кожен куток у селі має свою назву, як-от: Рінь, Вигінь, Мрачкова вулиця, Посьолок (назва виникла в радянські часи) та інші. На території села та його околиць є багато урочищ з цікавими назвами: Криве, Підвершне, Залящина, Крем'яниця, Зублії, Пастівник, інші.

## Політика

### Парламентські вибори, 2019
На позачергових парламентських виборах 2019 року у селі функціонувала окрема виборча дільниця № 460351, розташована у приміщенні школи.
Результати
- зареєстрований 581 виборець, явка 61,45 %, найбільше голосів віддано за Всеукраїнське об'єднання «Батьківщина» — 22,13 %, за «Слугу народу» — 20,17 %, за «Голос» — 18,77 %.[5] В одномандатному окрузі найбільше голосів отримав Андрій Кіт (самовисування) — 25,49 %, за Андрія Гергерта (Всеукраїнське об'єднання «Свобода») — 15,13 %, за Євгенія Гірника (самовисування) — 14,85 %[6].

## Пам'ятки
- церква святого Володимира (збудована громадою села)
- пам'ятник з нагоди скасування кріпосного права на території Австро-Угорської імперії, викарбувано: «Пам'ятник даной свободи 1848».
- символічна могила, хрест, таблиця з іменами воїнів ОУН-УПА — односельців, борців за волю України (встановлено філією товариства «Просвіта», громадою села).
- пам'ятка природи — «Витік ріки Куна».

### Пам'ятники
- Пам'ятник[d] Омеляну Партицькому (перед школою, споруджено коштом мешканців села Тейсарова)

## Особистості

### Народились
- Омелян Партицький (1840—1895 рр.) — український мовознавець, етнограф, історик, педагог; уклав ряд підручників з української мови, літератури для народних шкіл, редагував львівську «Газету школьну» (1875—1879), заснований ним журнал «Зоря» (1880—1885). Його іменем названа одна з вулиць села, в районному центрі м. Жидачеві його іменем названа ґімназія.
- Венгринович Іван Остапович[7] (1927—1989) — український художник.
- Сапуга Андрій Михайлович (1976) — український футболіст.